# بيدرالفا (ميناس جيرايس)
بيدرالفا بلدية في ولاية ميناس جيرايس في المنطقة الجنوبية الشرقية من البرازيل.